# UFC Fight Night: Lineker vs. Dodson
UFC Fight Night: Lineker vs. Dodson (også kendt som UFC Fight Night 96) var et MMA-stævne, produceret af Ultimate Fighting Championship, der blev afholdt den 1. oktober 2016 i Moda Center i Portland, Oregon i USA.

## Baggrund
Stævnet var det andet som organisationen har afholdt i Portland, hvor det første var UFC 102 i august 2009.
Stævnets hovedattraktion var en bantamvægtkamp mellem brasilianske John Lineker og tidligere 2 gange UFC-fluevægtsmester-udfordrer og amerikanske The Ultimate Fighter: Team Bisping vs. Team Miller-bantamvægt-vinder John Dodson.
Danske Joachim Christensen havde sin UFC-debut ved dette stævne hvor han tabte til brasilianske Luis Henrique da Silva via submission (armbar) i en letsværvægtskamp efter 4 minutter og 43 sekunder i 2. omgang.

## Bonus awards
De følgende kæmpere blev belønnet med $50,000 bonuser:
- Fight of the Night: Ingen
- Performance of the Night: Brandon Moreno, Luis Henrique da Silva, Nate Marquardt and Curtis Blaydes

## International tv-transmittering
| Land    | Tv-kanal         |
| ------- | ---------------- |
| Denmark | Viaplay Fighting |
| Norway  | Viaplay Fighting |
| Sweden  | Viaplay Fighting |